# Meerjarige groefbij
De meerjarige groefbij (Lasioglossum marginatum) is een vliesvleugelig insect uit de familie Halictidae. De wetenschappelijke naam van de soort is voor het eerst geldig gepubliceerd in 1832 door Brullé.

## Levenswijze
De meerjarige groefbij is een sociale wilde bij die in kolonies leeft. Opvallend is dat er in een kolonie pas na 5 à 6 jaar nieuwe koninginnen ontstaan. In de eerste jaren bestaat het broedsel enkel uit werksters, waarvan het aantal doorheen de jaren uitgroeit tot tussen de 500 en 1500.
Het nest van de bij bestaat uit ondergrondse tunnels van 15 à 20 centimeter diep. Een tunnel bevat 6 à 7 nestcellen, waarin bolletjes stuifmeel worden aangebracht en waarop de koningin vervolgens ene eitje legt. Het nest kan uitgroeien tot een bundels tunnels met een diepte van 80-90 centimeter. Het wordt meestal aangelegd in een losse, goed doorlaatbare ondergrond. Er is een voorkeur voor zonnige, zuidgerichte hellingen, maar er wordt ook gebouwd op vlakke gronden. Boven de nestgang bouwen de bijen meestal een torentje van circa 3 centimeter hoog, waardoor het nest beschermd wordt tegen aarde en puin. Die torentjes worden dagelijks in de avond opnieuw opgebouwd, doordat ze aan wind en neerslag blootstaan en daardoor snel weer verdwijnen.

## Verspreiding
De meerjarige groefbij komt oorspronkelijk uit het Middellandse Zeegebied en Centraal-Europa. In 2024 werd hij voor het eerst waargenomen in de Lage Landen: in Nederland op twee plaatsen in Zuid-Holland en in Vlaanderen in Zemst en in Dentergem. Het oprukken van de soort richting het noorden wordt beschouwd als een gevolg van de klimaatsverandering.